# Nymphalis silaceus
Nymphalis silaceus är en fjärilsart som beskrevs av Bandemann 1935. Nymphalis silaceus ingår i släktet Nymphalis och familjen praktfjärilar. Inga underarter finns listade i Catalogue of Life.